# Max Meirowsky

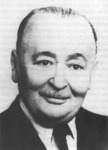
Max Meirowsky

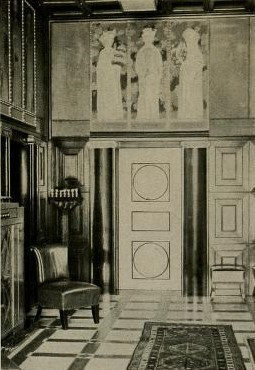
Halle im Haus von Max Meirowsky in Köln-Lindenthal. Mit einem Gobelin von Fritz Erler (1909)

Max Meirowsky (* 17. Februar 1866 in Guttstadt; † 1. Dezember 1949 in Genf) war ein deutsch-jüdischer Industrieller, Stifter und Kunstsammler.

## Leben
Max Meirowsky, der ältere Bruder des Dermatologen Emil Meirowsky, kam um 1890 aus Ostpreußen nach Köln.
Hier gründete er 1893/94 in Köln-Ehrenfeld die Firma Meirowsky & Co. zunächst zur Herstellung von Lampenzylinder für „Auersche Gasglühlichter“.
Auf der Weltausstellung Paris 1900 hatte Dr. Max Meirowsky die Goldmedaille für die Entwicklung von Isolierstoffen erhalten. Die Firma produzierte daher auch Isoliermaterial für die aufkommende Elektro- und Motorenindustrie aus Glimmer, Monazit und Feldspat.
Als das Unternehmen florierte, wurde es 1910 in eine Familien-AG, die Meirowsky AG, umgewandelt. An dieser waren auch seine beiden Brüder Emil und Leo beteiligt.
1918 begründete Max Meirowsky in Köln eine Stiftung für aus dem I. Weltkrieg heimkehrende Kriegsversehrte. Dem Kölner Kunstgewerbemuseum stiftete er ein Glasfenster von Jan Thorn Prikker, welches dieser ihm geschenkt hatte. 1925 zog Max Meirowsky nach Berlin-Charlottenburg.
Recht bald erfolgte eine enge Zusammenarbeit mit dem Kabel- und Elektroartikel produzierenden Unternehmen Felten & Guilleaume (F&G). Wirtschaftliche Konzentrationsbewegungen der 1920er Jahre führte zur Eingliederung der Meirowsky AG in das Mülheimer Großunternehmen. Die auf dem Porzer Werksgelände entstandenen Gebäude lassen die organisatorische Nähe zu Felten & Guilleaume erkennen. Im Rahmen der Arisierung des „Dritten Reichs“ ging die Meirowsky AG vollständig in den Besitz von F&G über. Der Name wurde 1941 in Dielektra geändert. Die Dielektra existierte bis 2009.
Zur Finanzierung seiner Auswanderung war er gezwungen, seine Kunstsammlung auf einer sogenannten „Judenauktion“ am 18. November 1938 im Berliner Auktionshaus H. W. Lange zu versteigern.
Zu dieser zählten Werke von van Gogh, Renoir, Monet, Gauguin und Pissarro. 1938 lebte er in Berlin und bereitete seine Emigration in die Schweiz vor.  Auch eine Version von Ferdinand Hodlers Lied aus der Ferne (Ferner Klang)  von 1914 wurde für 2800 Reichsmark veräußert.
Am 28. Oktober 1938 wurde er von seiner Frau, Amélie Paula Feldsieger, geb. Felsch, geschieden. Als sein Erbe gilt die Bona Terra-Stiftung, die seit 1954 junge Juden unterstützt, die einen Beruf in der Landwirtschaft ergreifen wollen.
1939 gelang es ihm, seinen Neffen Karl Leopold Meirowsky aus dem KZ Sachsenhausen freizukaufen und nach England in Sicherheit zu bringen.
In einem Schreiben an den Oberfinanzpräsidenten von Berlin-Brandenburg „Vermögensverwertungsstelle“ vom 30. April 1943 schreibt ein Rechtsanwalt und Notar namens Paul Tonnenmacher aus Berlin unter „Betrifft: Ausbürgerung des Juden Max Meirowski“ unter anderem: „Meirowski war durch den Konsulenten Macholl vertreten. Dieser teilt durch Schriftsatz vom 12. Dezember 1941 mit, dass Meirowski wahrscheinlich auf Grund der 11. Verordnung zum Reichsbürgergesetzes vom 25. November 1942 ausgebürgert werden würde, sodass sein Vermögen dem Reich verfallen solle. Diesen Standpunkt hat der Konsulent Dr. Macholl nicht widerrufen.“
Postum wurde Max Meirowsky in Köln-Porz mit der Meirowskystraße geehrt.